# Štorm
Štorm (Шторм) è un film del 1957 diretto da Michail Iosifovič Dubson.